# Ada (Šodolovci)
Ada (cyrilicí Ада) je vesnice v Chorvatsku v Osijecko-baranjské župě, spadající pod opčinu Šodolovci.

## Obyvatelstvo
Podle údajů ze sčítání lidu z roku 2001 žilo ve vesnici 239 obyvatel. Podle údajů ze sčítání lidu z roku 2011 zde žilo 200 obyvatel.

## Sport
Ve vesnici fungoval od roku 1932 do 90. let 20. století fotbalový klub Mladost.

## Rodáci
- Radojica Nenezić, národní hrdina[5]